# (7510) 1978 UF6
A (7510) 1978 UF6 a Naprendszer kisbolygóövében található aszteroida. C. Michelle Olmstead fedezte fel 1978. október 27-én.